# Rhizopus stolonifer
Rhizopus stolonifer, o bolor-preto-do-pão, é um bolor filamentoso da família Mucoraceae, com ampla distribuição. Frequentemente encontrado em superfícies de pão, obtém alimento e nutrientes do pão e causa danos à superfície sobre a qual vive.
Esporos assexuados formam-se nos esporângios, os quais se rompem para libertar os esporos maduros. A germinação destes esporos forma hifas haploides de um novo micélio. R. stolonifer cresce rapidamente a temperaturas entre 15 e 30°C.
Rhizopus stolonifer é uma espécie heterotálica (Schipper 1984), uma vez que a reprodução sexuada ocorre apenas quando tipos sexuais opostos (designados + e - ) entram em contacto. O acasalamento bem sucedido resulta na formação de zigósporos duráveis no ponto de contacto. Subsequentemente, o zigósporo germina e forma um esporangióforo cujo esporângio contém esporos haploides + e -.
Existem três variedades: R. stolonifer var. stolonifer que produz esporangióforos rectos e erectos, enquanto os de R. stolonifer var. lyococcos são curvos. Uma espécie aparentada, Rhizopus sexualis, difere sobretudo por ser homotálica.

## Distribuição e habitat
Rhizopus stolonifer tem uma distribuição cosmopolita. É capaz de causar infecções oportunistas em humanos (zigomicose).
Mais frequentemente, é encontrado crescendo em pão e frutos moles, como bananas e uvas. Os seus esporos são comuns no ar.